# Église Saint-Rémy de Saint-Rémy-sur-Avre
L'église Saint-Rémy de Saint-Rémy-sur-Avre est dédiée à saint Remi de Reims, évêque de Reims qui baptisa Clovis en 496 en la cathédrale Notre-Dame de Reims. Elle a marqué au XIIe siècle la frontière entre le duché de Normandie et le domaine royal français dont dépend Saint-Rémy-sur-Avre. Il s'agit d'une église gothique flamboyant du XVe siècle probablement reconstruite puisque nous avons la mention de son existence depuis la fin du XIe siècle.

## Historique
Attestée la première fois en 1063 dans un cartulaire de l'abbaye Notre-Dame de Coulombs, elle constitue une dépendance appelée d'ailleurs dans la langue du monachisme chrétien occidental un prieuré. Si l'édifice actuel date de 1490, certaines parties peuvent dater de 1150.
L'initiative de la construction est du seigneur Beaulieu de Chartres en 1185 qui en est le premier commanditaire connu et attesté par des sources historiques[Lesquelles ?]. Au XVIIIe siècle elle a profondément été remaniée à la suite de son acquisition par le duc de Penthièvre, seigneur de Vernon dans l'Eure et propriétaire du château de Bizy[réf. souhaitée].
En 1930, elle est classée monument historique.

## Architecture
Elle conserve une verrière Renaissance. Sept verrières sont classés en 1906 au titre d'objets monuments historiques : scènes de la vie de saint Éloi, anges, sacre d'un évêque, Vierge à l'Enfant (baies 2 à 6, 8, 10).
La nef en revanche est du XIIe siècle, reconnaissable à sa baie centrée, et constitue la partie la plus ancienne de l'église[réf. nécessaire].

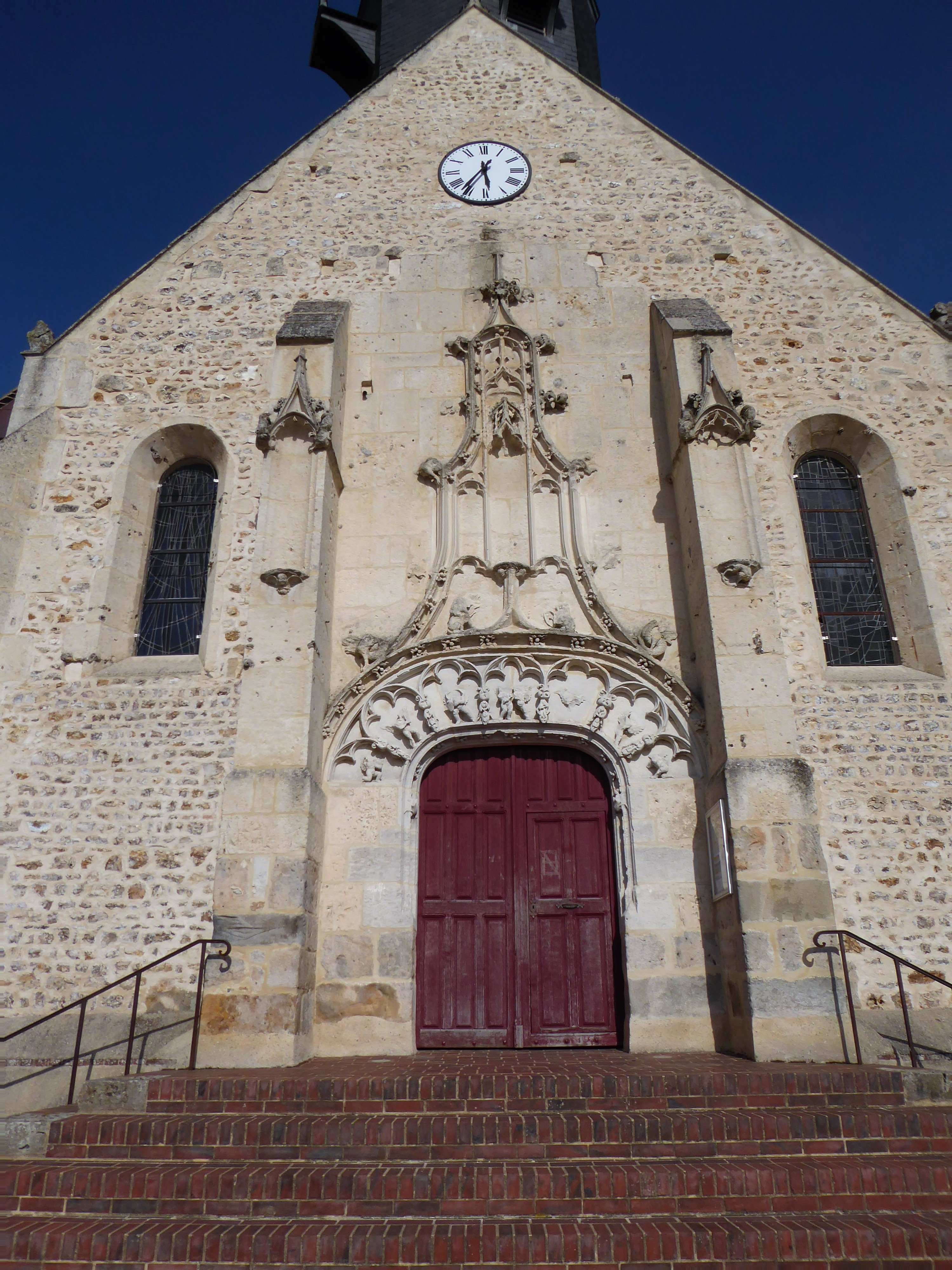
Façade ouest.
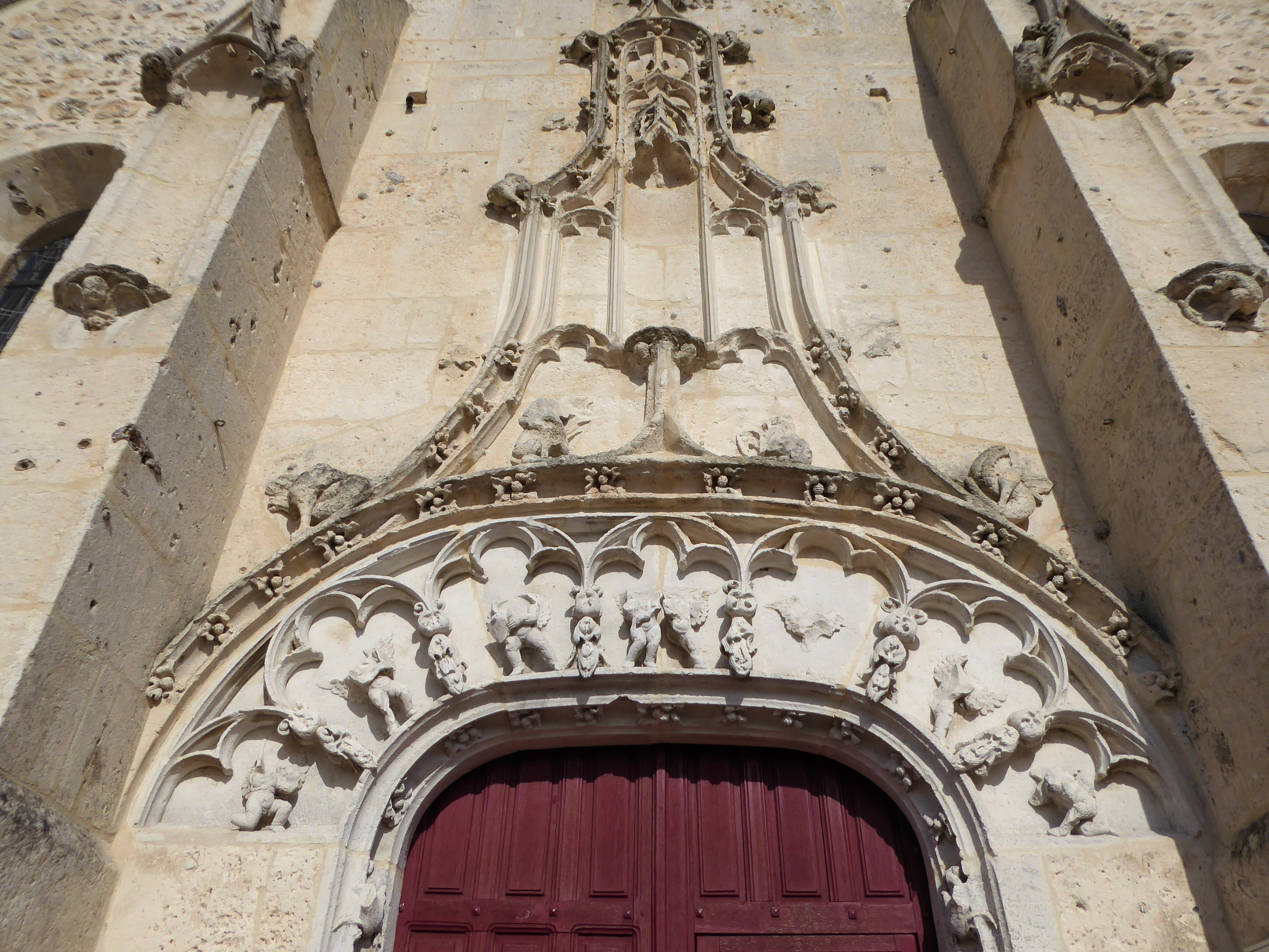
Porche d'entrée.
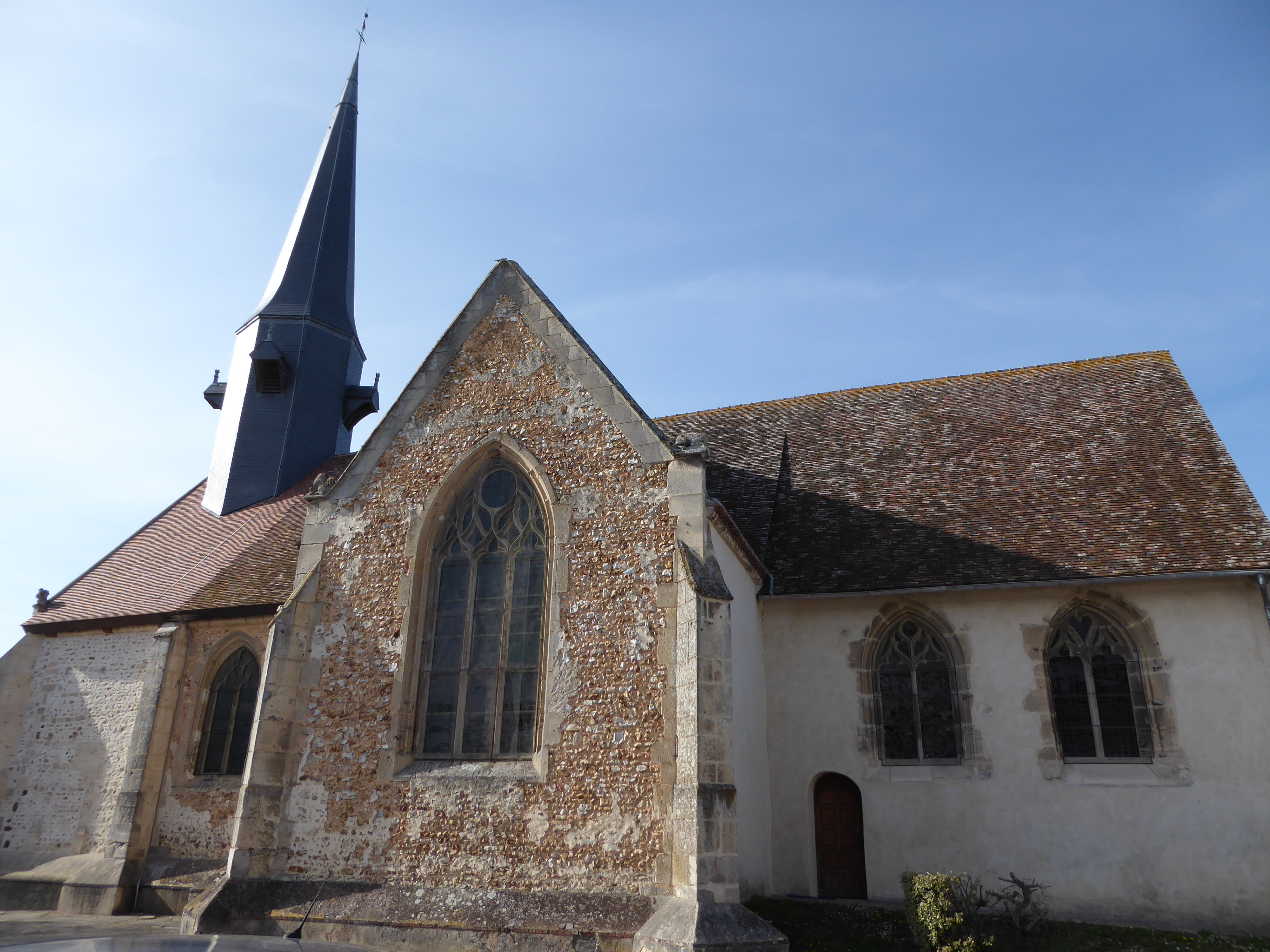
Mur sud.

## Paroisse, doyenné et diocèse
L'église Saint-Rémy dépend de la paroisse Sainte-Thérèse-en-Vallée-d'Avre, incluse dans le doyenné du Drouais du diocèse de Chartres.